# Esperanza (nombre)
Esperanza es un nombre propio femenino de origen latino en su variante en español. Tal como el propio nombre indica, su significado Espiritual es esperanza,Fuerza y Felicidad

## Santoral
1 de agosto: Santa Esperanza, mártir en Roma en el siglo II, con sus hermanas Fe y Caridad, y su madre Sofía.
18 de diciembre: Nuestra Señora de la Esperanza

## Variantes
- Diminutivo: Espe.
- Diminutivo: Anzita.
- Diminutivo: Espi.
- Diminutivo: Espa

### Variantes en otros idiomas
| Variantes en otras lenguas | Variantes en otras lenguas |
| -------------------------- | -------------------------- |
| Español                    | Esperanza                  |
| Alemán                     | Spes                       |
| Árabe                      | Salma                      |
| Bretón                     | Esperañs                   |
| Catalán                    | Esperança                  |
| Eslovaco                   | Nadežda                    |
| Euskera                    | Itxaropena                 |
| Francés                    | Espérance                  |
| Griego                     | Ἐλπίς (Elpís)              |
| Hebreo                     | שְׁפּרִינְצָא (Shprintza)        |
| Inglés                     | Hope                       |
| Italiano                   | Speranza                   |
| Latín                      | Spem                       |
| Polaco                     | Nadzieja                   |
| Portugués                  | Esperança                  |
| Ruso                       | Надежда (Nadezhda)         |